# Station Bandijk
Station Bandijk is een voormalig tijdelijk eindstation in de spoorlijn Apeldoorn - Deventer. Het station werd in gebruik genomen aan de voet van de in de Tweede Wereldoorlog vernielde IJsselbrug. Vanaf daar was een busdienst ingesteld naar station Deventer. Op 1 november 1945 was een tijdelijk brug gereed en werd het station opgeheven.
0: Apeldoorn ·
3: Apeldoorn Osseveld ·
6: Teuge ·
9: Duistervoorde ·
10: Twello ·
11: Holthuizerstraat ·
13: Bandijk ·
14: IJsselbrug ·
15: Deventer
Almelo · 
-De Riet · 
Borne · 
Daarlerveen · 
Dalfsen · 
Delden · 
Deventer · 
-Colmschate · 
Enschede · 
-De Eschmarke · 
-Kennispark · 
Glanerbrug · 
Goor · 
Gramsbergen · 
Hardenberg · 
Heino · 
Hengelo · 
-Gezondheidspark ·
-Oost · 
Holten · 
Kampen · 
-Zuid ·
Mariënberg · 
Nijverdal · 
Oldenzaal ·
Olst · 
Ommen · 
Raalte ·
Rijssen · 
Steenwijk · 
Vriezenveen · 
Vroomshoop · 
Wierden · 
Wijhe · 
Zwolle · 
-Stadshagen
Stations van de Museum Buurtspoorweg:
Haaksbergen · Zoutindustrie · Boekelo

Voormalige stations: zie de lijst van voormalige spoorwegstations in Overijssel